# Codex Aureus de San Emmeram
El Codex Aureus de San Emmeram es un evangeliario iluminado realizado en 870 para Carlos el Calvo. Presenta un formato de 42 por 33 cm, con una extensión de 126 folios escritos en latín y 7 miniaturas a toda página, 12 cánones eusebianos y 10 páginas decorativas. En el siglo x se añadió una octava miniatura con la imagen de un abad.

## Historia
Este códice fue realizado para el uso personal de Carlos el Calvo, rey de Francia, a finales del siglo ix. Según algunos documentos de Ratisbona del siglo XI, el Codex Aureus fue donado en 893 por Arnulfo al monasterio de San Emmeram en Ratisbona, donde fue restaurado entre los años 975 y 1001, durante este tiempo se agregó la lámina con el retrato de Ramwold, abad de dicho monasterio.
Después de esto, el códice llegó en 1811 a la biblioteca real de Múnich, cuya colección se integró posteriormente a la Bayerische Staatsbibliothek, donde se encuentra hoy en día.

## Descripción
Este códice, creado a finales del siglo IX, es uno de los últimos ejemplares manufacturados por la escuela carolingia.
Este libro contiene los textos de los cuatro evangelistas, cada uno con su prefacio; está escrito a dos columnas con letras de oro y escritura uncial, siguiendo el modelo de la escuela Palatina de Carlomagno. En el prólogo se elogia al rey donante; además la página de dedicación que señala a los monjes Berengario y Liuthard como copistas, el año de conclusión del códice (875) y al rey, donante del libro.
Todas las columnas de texto se encuentran decoradas con marcos diferentes. La exuberante decoración se acentúa con innumerables letras capitulares y diez páginas decorativas, dos al principio de la obra y dos antes de cada evangelio. En las láminas completas, se representan a los cuatro evangelistas, la escena de Maiestas Domini, la de la adoración del cordero y la dedicatoria con Carlos en el trono. Las tapas originales, confeccionadas en oro repujado, filigrana y piedras preciosas, constituyen uno de los más importantes tesoros de la época medieval, presentan al centro una imagen de Jesús en el trono, y en los espacios laterales, la imagen de los cuatro evangelistas y otros textos bíblicos.

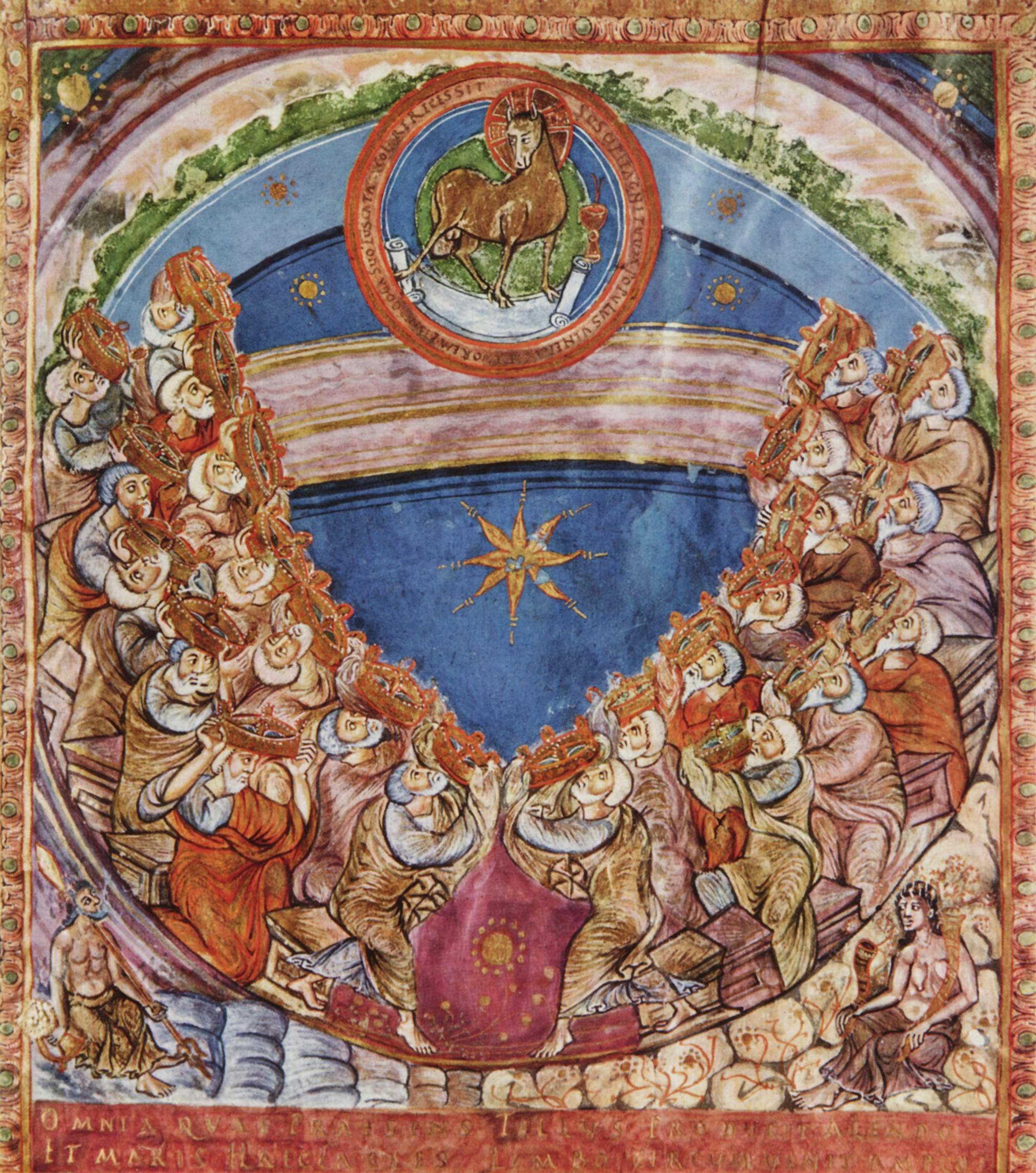
Página con la miniatura de la adoración del cordero.
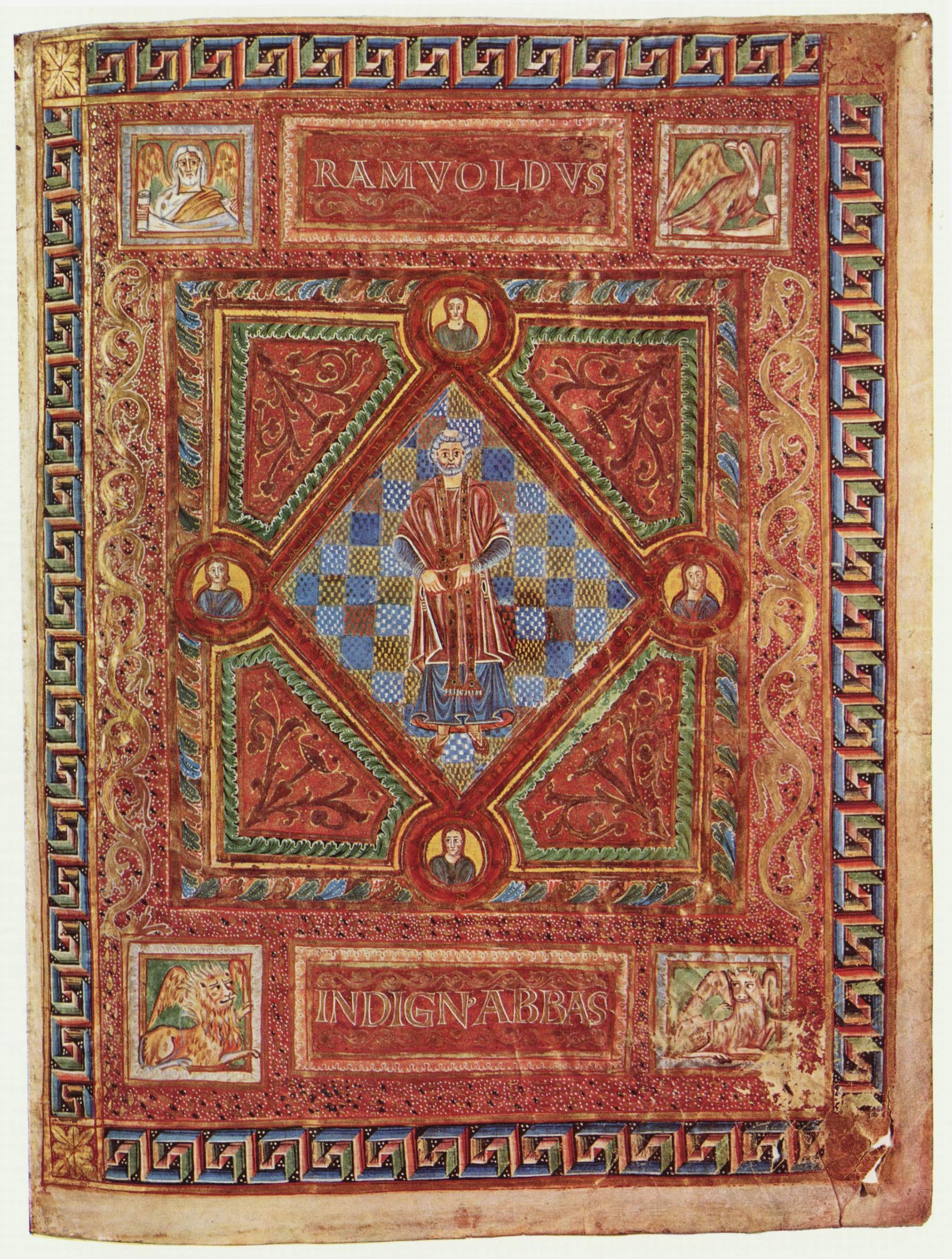
Página con el retrato del Abad Ramwold de Ratisbona, lámina agregada en el siglo XI
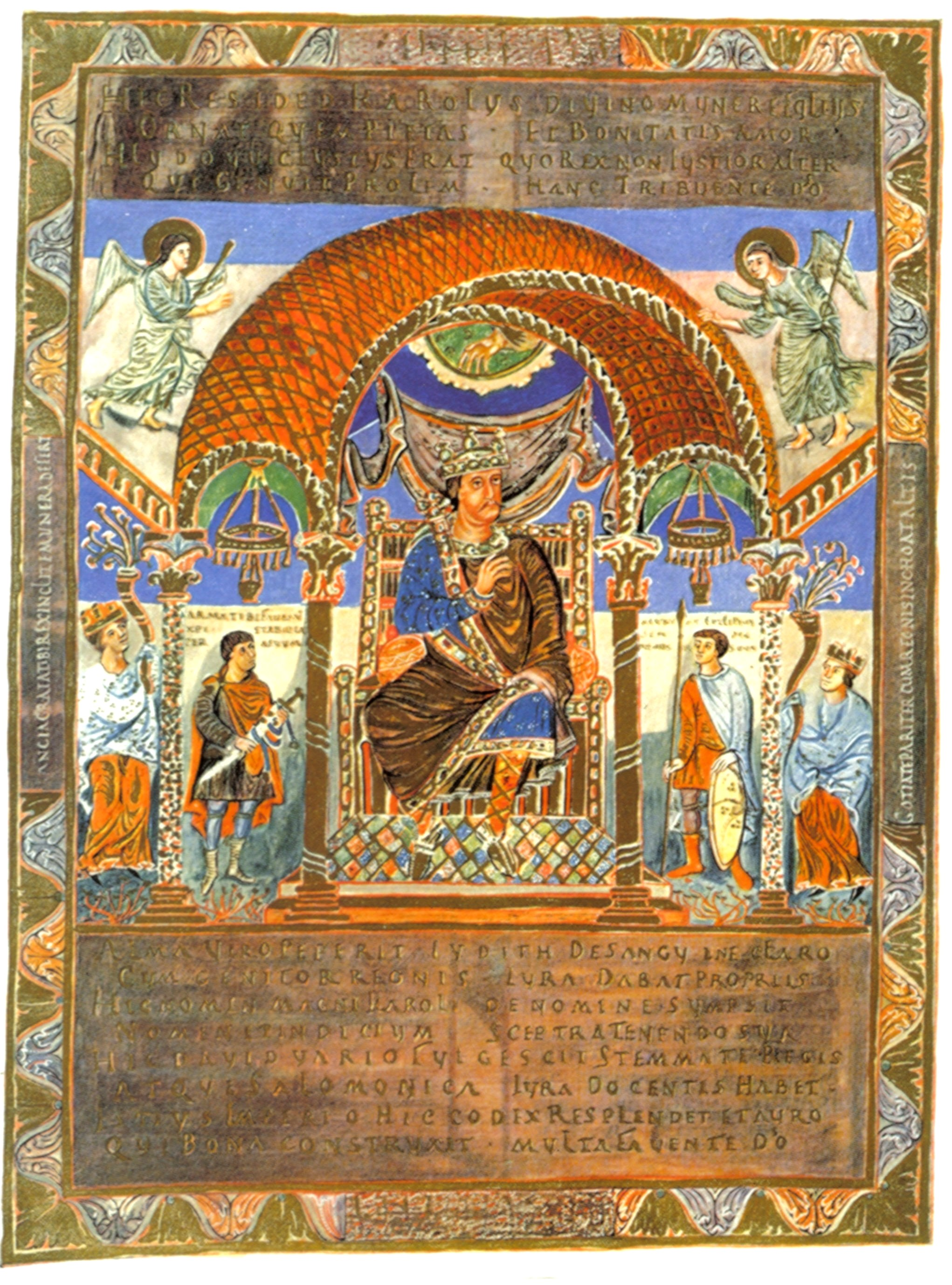
Página con la miniatura del rey Carlos el Calvo y dedicatoria del manuscrito.